# Traforo del Gran Sasso
Il traforo del Gran Sasso è un tunnel autostradale, costituito da due canne, ciascuna a due corsie e a senso unico di circolazione, che attraversa l'Appennino abruzzese passando sotto il massiccio del Gran Sasso d'Italia, in Abruzzo. Fa parte dell'autostrada A24, che collega Roma al mare Adriatico passando per L'Aquila e Teramo ed è utilizzato anche come via di accesso ai laboratori dell'Istituto Nazionale di Fisica Nucleare, i più grandi laboratori scientifici sotterranei del mondo.

## Descrizione
Lungo 10 km, è il terzo tunnel stradale per lunghezza in Italia dopo il traforo stradale del Frejus e il tunnel del Monte Bianco ed il più lungo traforo stradale realizzato interamente su territorio italiano; è inoltre il più lungo tunnel stradale a due canne d'Europa.

## Storia

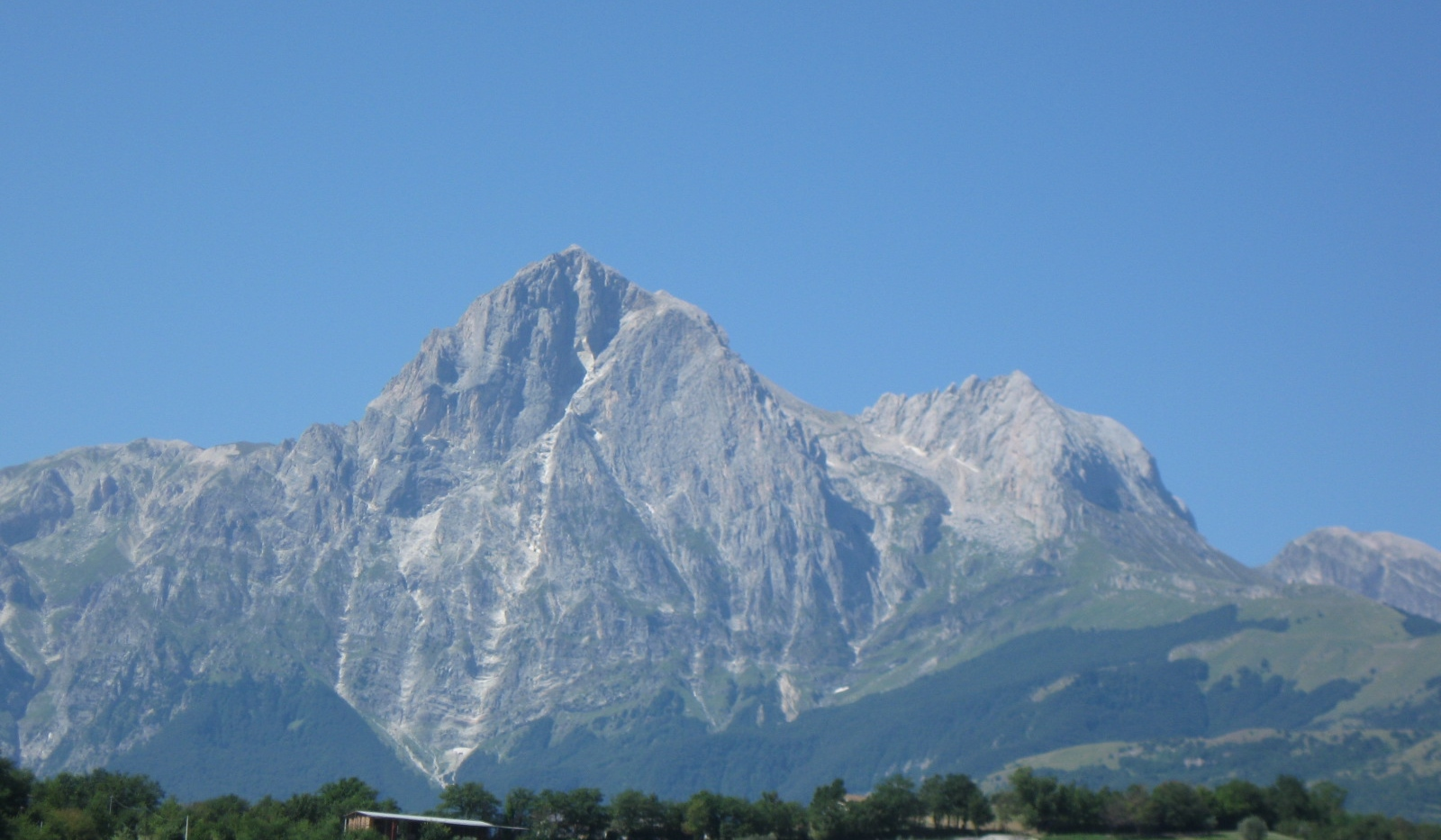
La visuale nel versante teramano prima del traforo da Teramo verso L'Aquila

La storia del traforo è legata a quella dell'autostrada A24 la cui concezione risale agli anni sessanta quando venne costituita un'apposita società per azioni. Nel 1963 venne approvata la costruzione del collegamento Roma-Giulianova attraverso L'Aquila e Teramo che prevedeva sin dal principio la realizzazione di una galleria stradale sotto il massiccio del Gran Sasso.
I lavori cominciarono il 14 novembre 1968 e si protrassero per 25 anni con numerosi incidenti, che complessivamente costarono la vita a 11 persone, ed un costo totale che arrivò a sfiorare i 1700 miliardi di lire (ad oggi 2017, sarebbero 887 milioni di euro) a fronte degli 80 miliardi inizialmente previsti. Nel 1975 i lavori furono sospesi per la crisi economica e ripresero solo nel 1982; il 1º dicembre 1984, con una cerimonia ufficiale presieduta dall'allora presidente del Consiglio Bettino Craxi, venne inaugurata la galleria in direzione Teramo tra gli svincoli di Assergi e Colledara, all'epoca a corsia unica per senso di marcia.
Nel 1982 era inoltre cominciata la costruzione dei laboratori sotterranei dell'Istituto Nazionale di Fisica Nucleare, fortemente voluta dal fisico Antonino Zichichi, la cui realizzazione procedette parallela alla costruzione della seconda galleria in direzione L'Aquila: il centro scientifico, appositamente situato alla quota dell'autostrada A24, a circa 1000 metri di profondità sotto il massiccio del Gran Sasso, avrebbe goduto, in questo modo, di un funzionale accesso direttamente dall'arteria stradale tramite uno svincolo sotterraneo.
La seconda canna del traforo venne aperta nel 1993, sei anni dopo i laboratori dell'INFN.

### Tragedie durante la costruzione

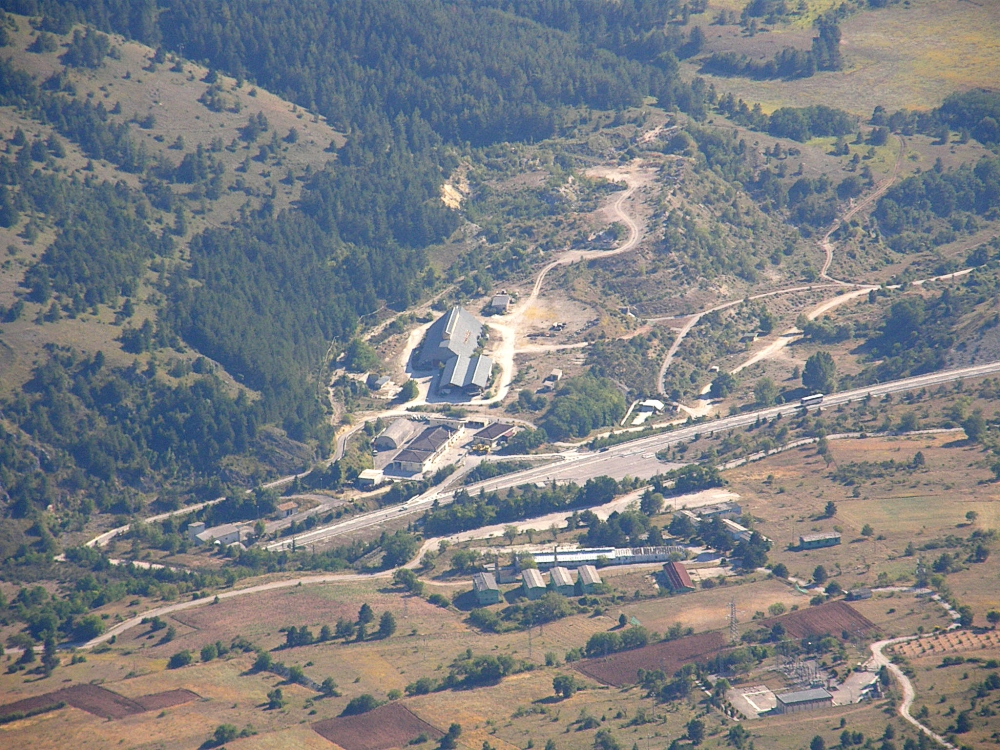
L'ingresso al traforo dal lato di Assergi visto dalla sommità di Campo Imperatore

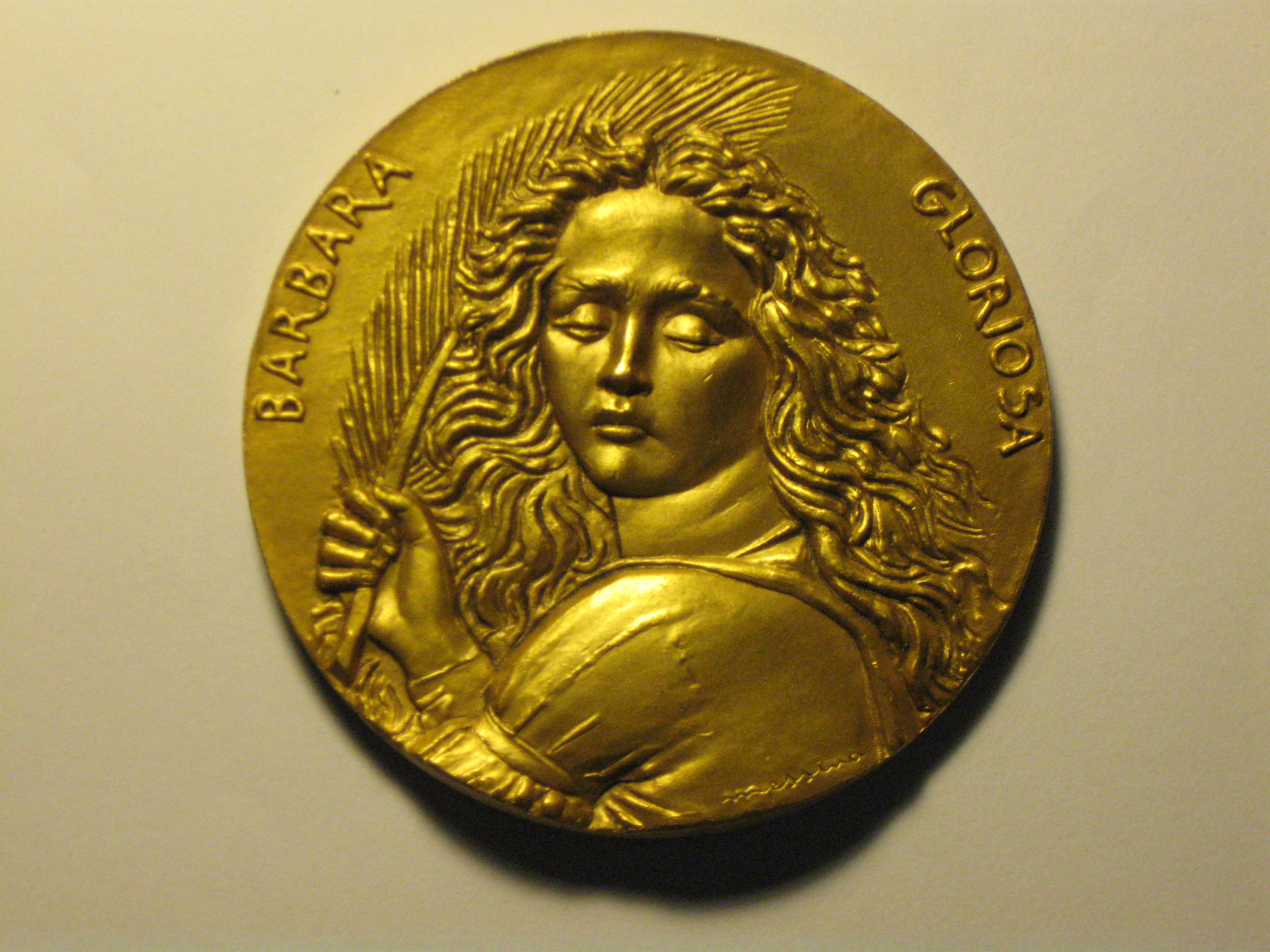
La medaglia commemorativa per la costruzione del traforo

Il 15 settembre 1970, durante l'esecuzione dei lavori di scavo, la grande macchina escavatrice impattò contro l'enorme serbatoio sotterraneo di acqua presente nelle viscere della montagna.
Gli ambienti montani caratterizzati da rocce calcaree lasciano penetrare l'acqua sui rilievi, per farla riemergere molto più a valle. Lo stesso ghiacciaio del Calderone ha sempre agito da cisterna di compensazione: l'acqua di fusione del ghiacciaio, infatti, contribuisce ad alimentare sia il bacino idrografico del Fosso San Nicola sia la circolazione sotterranea che avviene in profondità nella montagna.
Quando la "talpa" bucò il serbatoio sotterraneo, alto 600 m, si scatenò un getto di acqua e fango dalla pressione di circa 6 MPa. La parte bassa della città di Assergi fu allagata, costringendo a un'evacuazione, e il corso di molte sorgenti fu compromesso.
Complessivamente, nella realizzazione dell'opera, costata negli anni settanta 2.000 miliardi di lire, persero la vita 11 persone, il livello della falda acquifera si abbassò di 600 m e la portata delle sorgenti del Rio Arno e del Chiarino fu quasi dimezzata.
Nella tabella vengono riportati i dati approssimati per difetto (altre stime delineano un quadro della situazione ancora più fosco) relativi alla riduzione di portata delle sorgenti, causata dall'abbassamento della falda.
| Diminuzione della portata delle sorgenti: |         |
| Sorgente                                  | Portata |
| Valle Fredda                              | −95%    |
| Ruzzo                                     | −70%    |
| Sopra Casale S. Nicola                    | −70%    |
| Rio Arno                                  | −40%    |
| Chiarino                                  | −40%    |
| Mortaio d'Angri                           | −40%    |
| Vitello d'Oro                             | −40%    |
| Tempera                                   | −25%    |
| Vetoio                                    | −25%    |
| Tirino                                    | −10%    |
| Aterno                                    | −10%    |

### Il rischio chiusura del 2019
Secondo un comunicato del gestore Strada dei Parchi, il traforo del Gran Sasso doveva essere interdetto al traffico in entrambi i sensi di marcia dal 19 maggio 2019 per un tempo indeterminato. Alla base di questa decisione ci sarebbe stata l'inchiesta che la Procura della Repubblica di Teramo sta effettuando nei confronti del gestore, coinvolgendo allo stesso tempo anche l'Istituto nazionale di fisica nucleare e la società di gestione idrica locale, per un presunto inquinamento delle falde acquifere nei pressi del Gran Sasso. Tutto ciò avrebbe potuto causare gravi danni alla circolazione, visto che il traforo si trova sulla A24, la più importante arteria di comunicazione tra la costa centrale adriatica e la costa tirrenica. Dai danni della chiusura potevano essere colpiti anche i lavoratori e ricercatori del locale Istituto nazionale di fisica nucleare, in quanto l'accesso con veicoli ai laboratori nazionali del Gran Sasso si effettua solamente dal traforo, compromettendo anche le ricerche in corso. La questione ha indotto le istituzioni e gli enti locali a scongiurare la chiusura del traforo. Il 16 maggio 2019, il gestore Strada dei Parchi ha deciso di revocare la chiusura del traforo stesso.